# ISU Grand Prix w łyżwiarstwie figurowym 2007/2008
ISU Grand Prix w łyżwiarstwie figurowym 2007/2008 – 13. edycja zawodów w łyżwiarstwie figurowym. Zawodnicy podczas sezonu wystąpili w siedmiu zawodach cyklu rozgrywek. Rywalizacja rozpoczęła się w Reading 26 października, a zakończyła we włoskim Turynie finałem Grand Prix, który odbył się w dniach 13–16 grudnia 2007 roku.

## Kalendarium zawodów
| Lp. | Data                          | Miejsce     | Zawody                     | Źr. |
| --- | ----------------------------- | ----------- | -------------------------- | --- |
| 1   | 26–28 października 2007       | Reading     | Skate America              |     |
| 2   | 1–4 listopada 2007            | Québec City | Skate Canada International |     |
| 3   | 8–11 listopada 2007           | Harbin      | Cup of China               |     |
| 4   | 15–18 listopada 2007          | Paryż       | Trophée Eric Bompard       |     |
| 5   | 22–25 listopada 2007          | Moskwa      | Cup of Russia              |     |
| 6   | 29 listopada – 2 grudnia 2007 | Sendai      | NHK Trophy                 |     |
| 7   | 13–16 grudnia 2007            | Turyn       | Finał Grand Prix           |     |

## Medaliści

### Soliści
| Zawody                     | 1. miejsce        | 2. miejsce           | 3. miejsce       | Źr. |
| -------------------------- | ----------------- | -------------------- | ---------------- | --- |
| Skate America              | Daisuke Takahashi | Evan Lysacek         | Patrick Chan     |     |
| Skate Canada International | Brian Joubert     | Kevin Van Der Perren | Jeffrey Buttle   |     |
| Cup of China               | Johnny Weir       | Evan Lysacek         | Stéphane Lambiel |     |
| Trophée Eric Bompard       | Patrick Chan      | Siergiej Woronow     | Alban Préaubert  |     |
| Cup of Russia              | Johnny Weir       | Stéphane Lambiel     | Andriej Griaziew |     |
| NHK Trophy                 | Daisuke Takahashi | Tomáš Verner         | Stephen Carriere |     |
| Finał Grand Prix           | Stéphane Lambiel  | Daisuke Takahashi    | Evan Lysacek     |     |

### Solistki
| Zawody                     | 1. miejsce       | 2. miejsce      | 3. miejsce       | Źr. |
| -------------------------- | ---------------- | --------------- | ---------------- | --- |
| Skate America              | Kimmie Meissner  | Miki Andō       | Caroline Zhang   |     |
| Skate Canada International | Mao Asada        | Yukari Nakano   | Joannie Rochette |     |
| Cup of China               | Kim Yu-na        | Caroline Zhang  | Carolina Kostner |     |
| Trophée Eric Bompard       | Mao Asada        | Kimmie Meissner | Ashley Wagner    |     |
| Cup of Russia              | Kim Yu-na        | Yukari Nakano   | Joannie Rochette |     |
| NHK Trophy                 | Carolina Kostner | Sarah Meier     | Nana Takeda      |     |
| Finał Grand Prix           | Kim Yu-na        | Mao Asada       | Carolina Kostner |     |

### Pary sportowe
| Zawody                     | 1. miejsce                       | 2. miejsce                          | 3. miejsce                         | Źr. |
| -------------------------- | -------------------------------- | ----------------------------------- | ---------------------------------- | --- |
| Skate America              | Jessica Dubé / Bryce Davison     | Pang Qing / Tong Jian               | Wiera Bazarowa / Jurij Łarionow    |     |
| Skate Canada International | Alona Sawczenko / Robin Szolkowy | Jessica Dubé / Bryce Davison        | Yūko Kawaguchi / Aleksandr Smirnow |     |
| Cup of China               | Pang Qing / Tong Jian            | Keauna McLaughlin / Rockne Brubaker | Jessica Miller / Ian Moram         |     |
| Trophée Eric Bompard       | Zhang Dan / Zhang Hao            | Pang Qing / Tong Jian               | Marija Muchortowa / Maksim Trańkow |     |
| Cup of Russia              | Zhang Dan / Zhang Hao            | Alona Sawczenko / Robin Szolkowy    | Yūko Kawaguchi / Aleksandr Smirnow |     |
| NHK Trophy                 | Alona Sawczenko / Robin Szolkowy | Keauna McLaughlin / Rockne Brubaker | Jessica Dubé / Bryce Davison       |     |
| Finał Grand Prix           | Alona Sawczenko / Robin Szolkowy | Zhang Dan / Zhang Hao               | Pang Qing / Tong Jian              |     |

### Pary taneczne
| Zawody                     | 1. miejsce                              | 2. miejsce                         | 3. miejsce                              | Źr. |
| -------------------------- | --------------------------------------- | ---------------------------------- | --------------------------------------- | --- |
| Skate America              | Tanith Belbin / Benjamin Agosto         | Nathalie Péchalat / Fabian Bourzat | Federica Faiella / Massimo Scali        |     |
| Skate Canada International | Tessa Virtue / Scott Moir               | Anna Cappellini / Luca Lanotte     | Pernelle Carron / Mathieu Jost          |     |
| Cup of China               | Tanith Belbin / Benjamin Agosto         | Oksana Domnina / Maksim Szabalin   | Federica Faiella / Massimo Scali        |     |
| Trophée Eric Bompard       | Isabelle Delobel / Olivier Schoenfelder | Jana Chochłowa / Siergiej Nowicki  | Meryl Davis / Charlie White             |     |
| Cup of Russia              | Oksana Domnina / Maksim Szabalin        | Nathalie Péchalat / Fabian Bourzat | Hanna Zadorożniuk / Serhij Werbyłło     |     |
| NHK Trophy                 | Isabelle Delobel / Olivier Schoenfelder | Tessa Virtue / Scott Moir          | Jana Chochłowa / Siergiej Nowicki       |     |
| Finał Grand Prix           | Oksana Domnina / Maksim Szabalin        | Tanith Belbin / Benjamin Agosto    | Isabelle Delobel / Olivier Schoenfelder |     |

## Klasyfikacje punktowe
| Miejsce w zawodach | Liczba punktów                 | Liczba punktów |
| Miejsce w zawodach | Soliści Solistki Pary taneczne | Pary sportowe  |
| ------------------ | ------------------------------ | -------------- |
| 1.                 | 15                             | 15             |
| 2.                 | 13                             | 13             |
| 3.                 | 11                             | 11             |
| 4.                 | 9                              | 9              |
| 5.                 | 7                              | 7              |
| 6.                 | 5                              | 5              |
| 7.                 | 4                              | —              |
| 8.                 | 3                              | —              |

| Poz.                                           | Zawodnik                                       | Punkty                                         |
| Miejsca 1–6: kwalifikacja do Finału Grand Prix | Miejsca 1–6: kwalifikacja do Finału Grand Prix | Miejsca 1–6: kwalifikacja do Finału Grand Prix |
| ---------------------------------------------- | ---------------------------------------------- | ---------------------------------------------- |
| 1                                              | Daisuke Takahashi                              | 30                                             |
| 2                                              | Johnny Weir                                    | 30                                             |
| 3                                              | Patrick Chan                                   | 26                                             |
| 4                                              | Evan Lysacek                                   | 26                                             |
| 5                                              | Stéphane Lambiel                               | 24                                             |
| 6                                              | Kevin Van Der Perren                           | 22                                             |
| Miejsca 7–9: rezerwa do Finału Grand Prix      |                                                |                                                |
| 7                                              | Stephen Carriere                               | 20                                             |
| 8                                              | Jeffrey Buttle                                 | 20                                             |
| 9                                              | Tomáš Verner                                   | 18                                             |

| Poz.                                           | Zawodniczka                                    | Punkty                                         |
| Miejsca 1–6: kwalifikacja do Finału Grand Prix | Miejsca 1–6: kwalifikacja do Finału Grand Prix | Miejsca 1–6: kwalifikacja do Finału Grand Prix |
| ---------------------------------------------- | ---------------------------------------------- | ---------------------------------------------- |
| 1                                              | Kim Yu-na                                      | 30                                             |
| 2                                              | Mao Asada                                      | 30                                             |
| 3                                              | Kimmie Meissner                                | 28                                             |
| 4                                              | Carolina Kostner                               | 26                                             |
| 5                                              | Yukari Nakano                                  | 26                                             |
| 6                                              | Caroline Zhang                                 | 24                                             |
| Miejsca 7–9: rezerwa do Finału Grand Prix      |                                                |                                                |
| 7                                              | Sarah Meier                                    | 22                                             |
| 8                                              | Miki Andō                                      | 22                                             |
| 9                                              | Joannie Rochette                               | 22                                             |

| Poz.                                           | Zawodnicy                                      | Punkty                                         |
| Miejsca 1–6: kwalifikacja do Finału Grand Prix | Miejsca 1–6: kwalifikacja do Finału Grand Prix | Miejsca 1–6: kwalifikacja do Finału Grand Prix |
| ---------------------------------------------- | ---------------------------------------------- | ---------------------------------------------- |
| 1                                              | Zhang Dan / Zhang Hao                          | 30                                             |
| 2                                              | Alona Sawczenko / Robin Szolkowy               | 28                                             |
| 3                                              | Jessica Dubé / Bryce Davison                   | 28                                             |
| 4                                              | Pang Qing / Tong Jian                          | 28                                             |
| 5                                              | Keauna McLaughlin / Rockne Brubaker            | 26                                             |
| 6                                              | Yūko Kawaguchi / Aleksandr Smirnow             | 22                                             |
| Miejsca 7–9: rezerwa do Finału Grand Prix      |                                                |                                                |
| 7                                              | Marija Muchortowa / Maksim Trańkow             | 20                                             |
| 8                                              | Jessica Miller / Ian Moram                     | 16                                             |
| 9                                              | Tiffany Vise / Derek Trent                     | 16                                             |

| Poz.                                           | Zawodnicy                                      | Punkty                                         |
| Miejsca 1–6: kwalifikacja do Finału Grand Prix | Miejsca 1–6: kwalifikacja do Finału Grand Prix | Miejsca 1–6: kwalifikacja do Finału Grand Prix |
| ---------------------------------------------- | ---------------------------------------------- | ---------------------------------------------- |
| 1                                              | Isabelle Delobel / Olivier Schoenfelder        | 30                                             |
| 2                                              | Tanith Belbin / Benjamin Agosto                | 30                                             |
| 3                                              | Tessa Virtue / Scott Moir                      | 28                                             |
| 4                                              | Oksana Domnina / Maksim Szabalin               | 28                                             |
| 5                                              | Nathalie Péchalat / Fabian Bourzat             | 26                                             |
| 6                                              | Jana Chochłowa / Siergiej Nowicki              | 24                                             |
| Miejsca 7–9: rezerwa do Finału Grand Prix      |                                                |                                                |
| 7                                              | Anna Cappellini / Luca Lanotte                 | 22                                             |
| 8                                              | Federica Faiella / Massimo Scali               | 22                                             |
| 9                                              | Meryl Davis / Charlie White                    | 20                                             |